# Jette A. Kaarsbøl
Jette Anne Kaarsbøl född 18 november 1961 i Hillerød, är en dansk författare. 
Kaarsbøl debuterade 2003 med romanen Den lukkede bog, för vilken hon fick De gyldne Laurbær.